# École française d’Extrême-Orient

Logo der EFEO

Die École française d’Extrême-Orient [ekɔl fʀɑ̃sɛz dɛkstʀɛmɔʀˈjɑ̃] (EFEO) ist ein 1901 gegründetes französisches Institut zur wissenschaftlichen Erforschung der süd-, südost- und ostasiatischen Geschichte und Kultur. Die zentralen Tätigkeitsbereiche sind archäologische Forschungen, Restaurierungen (siehe auch Anastilosis), die Aufzeichnungen und Übersetzung schriftlicher und mündlicher Überlieferungen und das Studium der modernen asiatischen Gesellschaften. Der Hauptsitz der EFEO befindet sich heute in Paris.
Die Arbeit der frühen Mitarbeiter der EFEO, etwa Henri Parmentiers Veröffentlichungen über die Cham oder Henri Marchals Arbeiten zu Angkor aus der ersten Hälfte des 20. Jahrhunderts, bilden noch heute oft die Grundlage moderner Forschungstätigkeiten und gelten als Standardwerke. Von Wissenschaftlern der EFEO wurde ein eigenes System zur Umschrift der chinesischen Schrift entwickelt (EFEO-Transkription), das jedoch nicht mehr benutzt wird.

## Geschichte des Instituts
Nachdem Frankreich im späten 19. Jahrhundert Vietnam, Laos und Kambodscha als „Französisch-Indochina“ seinem Kolonialreich einverleibt hatte, nahm wenig später auch das Interesse an der Kultur und Geschichte dieser Länder zu (siehe auch Vietnam unter französischer Kolonialherrschaft).
1899 entstand unter der Leitung des französischen Archäologen Henri Parmentier die „Mission archéologique de l’Indochine“ mit Hauptsitz in Hanoi. 1901 ging daraus die „École française d’Extrême-Orient“ hervor. Aufgabe des Instituts war anfangs die Erforschung der frühen Zivilisationen im Gebiet von Ho-Chi-Minh-Stadt (damals Saigon) im südlichen Vietnam.
Nach ihrer Gründung in Saigon wurde der Sitz des Instituts nach Hanoi verlegt. Die EFEO unterstand der Kolonialregierung und war als Instrument des Kolonialstaates gedacht. In den 20ern erlangte die EFEO eine gewisse administrative Unabhängigkeit. Das Institut arbeitet mit wissenschaftlichen Institutionen aus dem Heimatland zusammen und konnte seine Forschungsziele relativ autonom setzen. Mit der japanischen Machtübernahme im März 1945 übernahmen die Viet Minh die EFEO. Mit der Rückeroberung Hanois und dem Ausbruch des Indochinakriegs Ende 1946 übernahm Frankreich wieder die Kontrolle über Hanoi und damit über die EFEO. Eine Minderheit der Wissenschaftler der EFEO um Paul Mus setzten sich nach dem Ende des Zweiten Weltkriegs für eine Politik der Dekolonisierung ein. Nach der Niederlage im Indochinakrieg zog sich die EFEO 1957 aus Hanoi zurück. 1968 wurde der Hauptsitz der Institution nach Paris verlegt.

## Zweigstellen

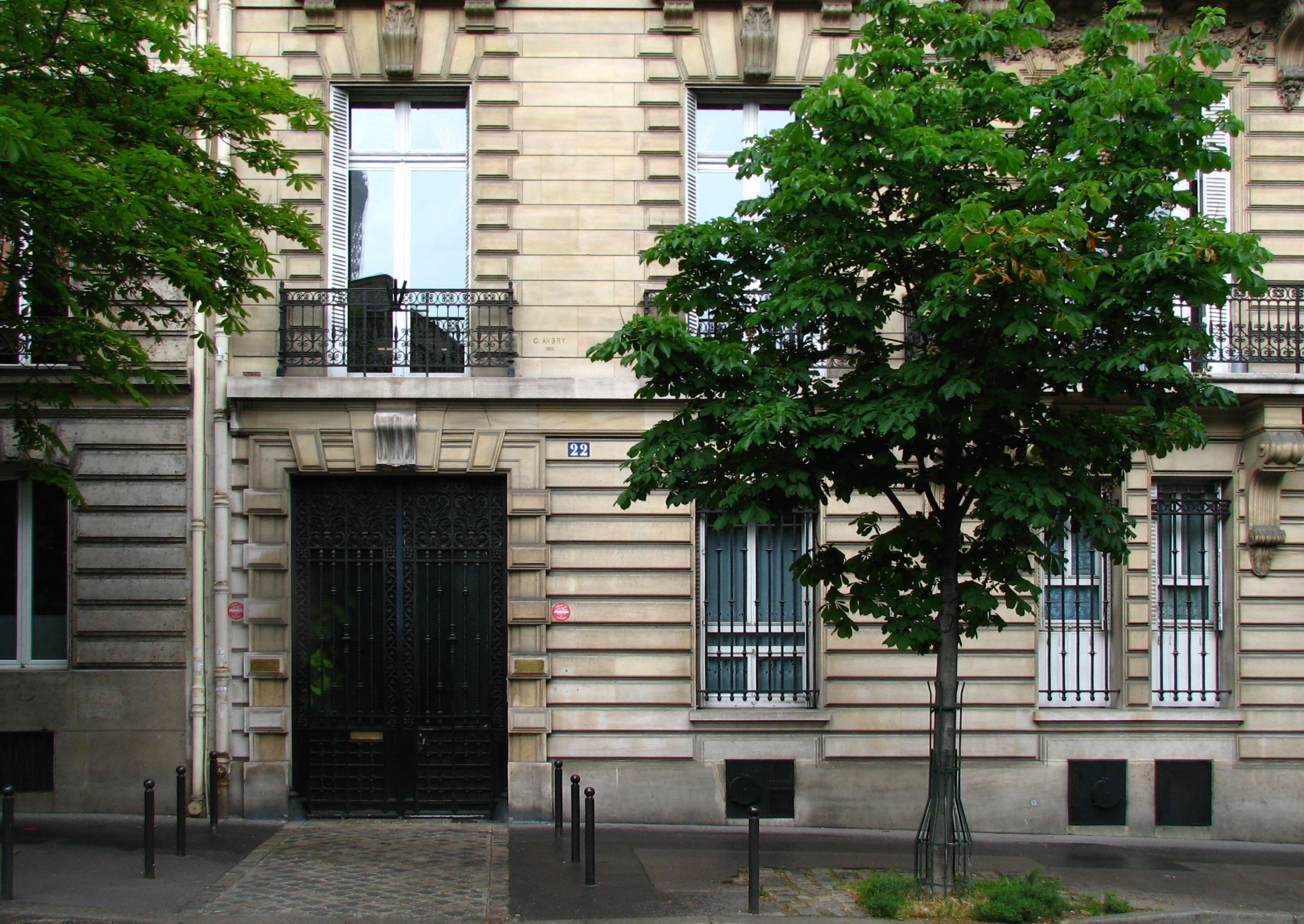
Hauptsitz der EFEO in Paris

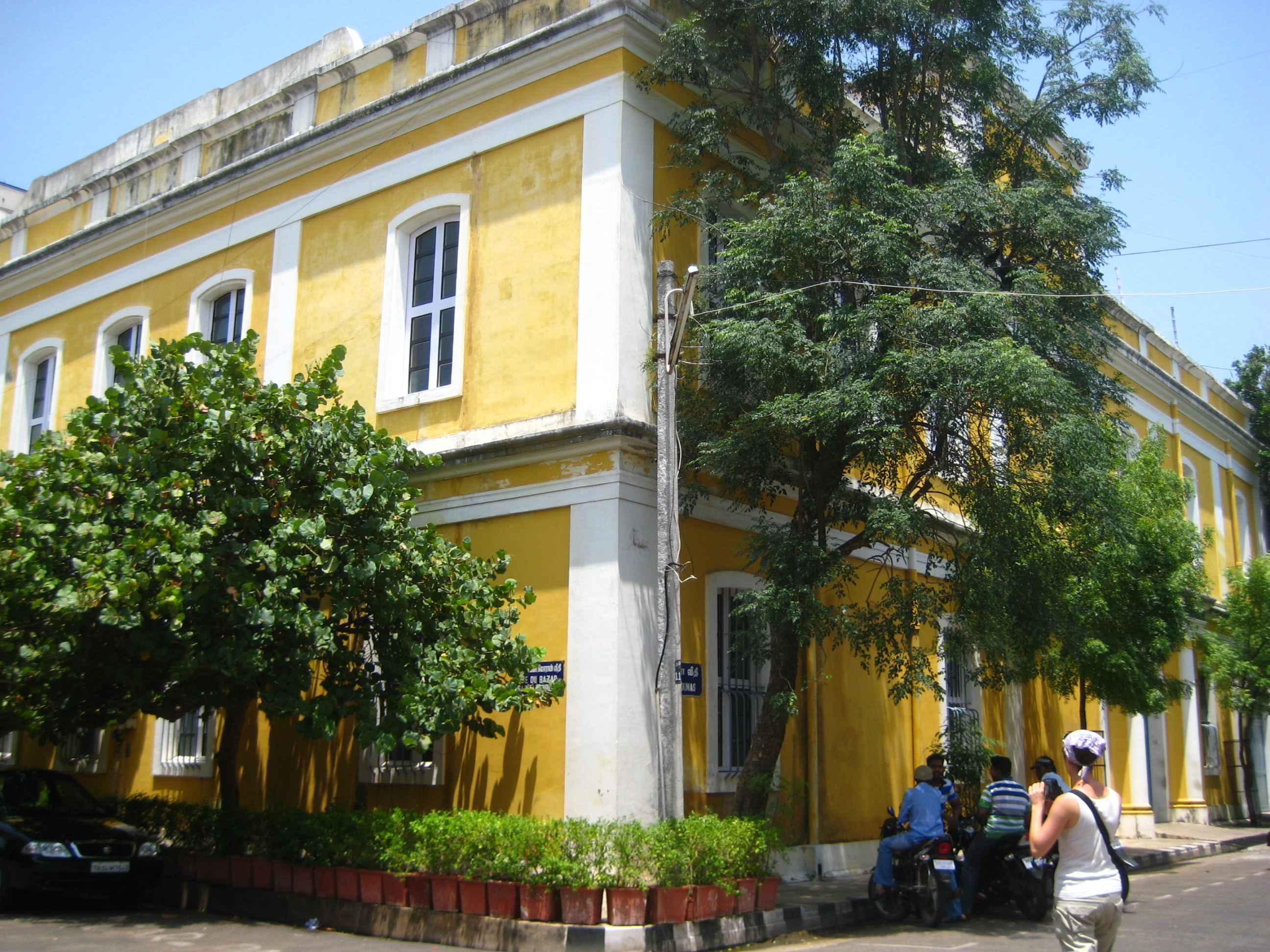
Zweigstelle in Puducherry

Neben ihrem Hauptsitz in Paris unterhält die EFEO 17 Zweigstellen in zwölf asiatischen Ländern:
- Indien, Puducherry
- Indien, Pune
- Indonesien, Jakarta
- Japan, Kyōto
- Japan, Tokio
- Kambodscha, Phnom Penh
- Kambodscha, Siem Reap
- Laos, Vientiane
- Malaysia, Kuala Lumpur
- Myanmar, Yangon
- Südkorea, Seoul
- Taiwan, Taipei
- Thailand, Bangkok
- Thailand, Chiang Mai
- Vietnam, Hanoi
- VR China, Peking
- VR China, Hongkong

## Tätigkeitsfelder

### Vietnam

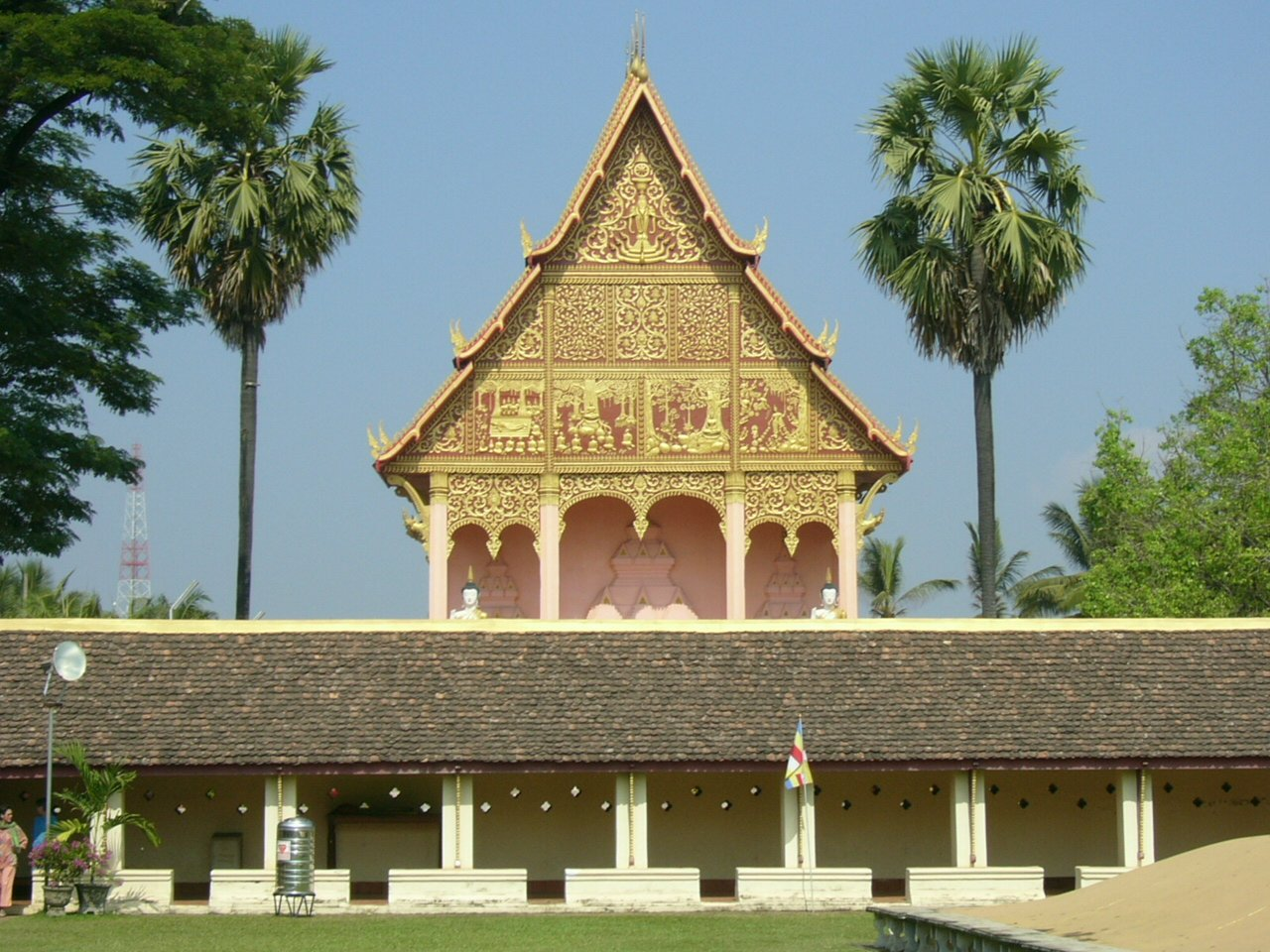
Wat Si Saket in Vientiane (Laos)

In Vietnam waren die Wissenschaftler der EFEO seit deren Gründung aktiv. Unter der Leitung Parmentiers, seit 1904 Leiter der archäologischen Abteilung der EFEO, wurden Forschungen über Champa betrieben, ein historisches Reich, das ab dem 2. bis zum 14. Jahrhundert im südlichen Vietnam bestand. Von 1909 bis 1918 wurde das „Inventaire descriptif des monuments Chams de L’Annam“ veröffentlicht, ein heute noch gültiges Standardwerk, das in Form von Fotos und Zeichnungen auch die einzigen Zeugnisse einer Reihe von Tempeln enthält, die während des Vietnamkrieges (1964–75) durch Bombardements der US-Streitkräfte zerstört wurden. Alleine in My Son, wo Parmentiers Team etwa 70 Gebäude verzeichnet hatte, von denen einige der bedeutendsten von der EFEO von 1937 bis 1944 restauriert worden waren, beschädigten oder vernichteten die Bomben rund 50 der zwischen 1300 und 800 Jahre alten Bauwerke.

### Laos
In den 1930er Jahren restaurierten Mitarbeiter der EFEO in Vientiane den ältesten noch erhaltenen Tempelbau der Stadt, den Wat Satasahatsaham (auch Wat Si Saket).

### Kambodscha

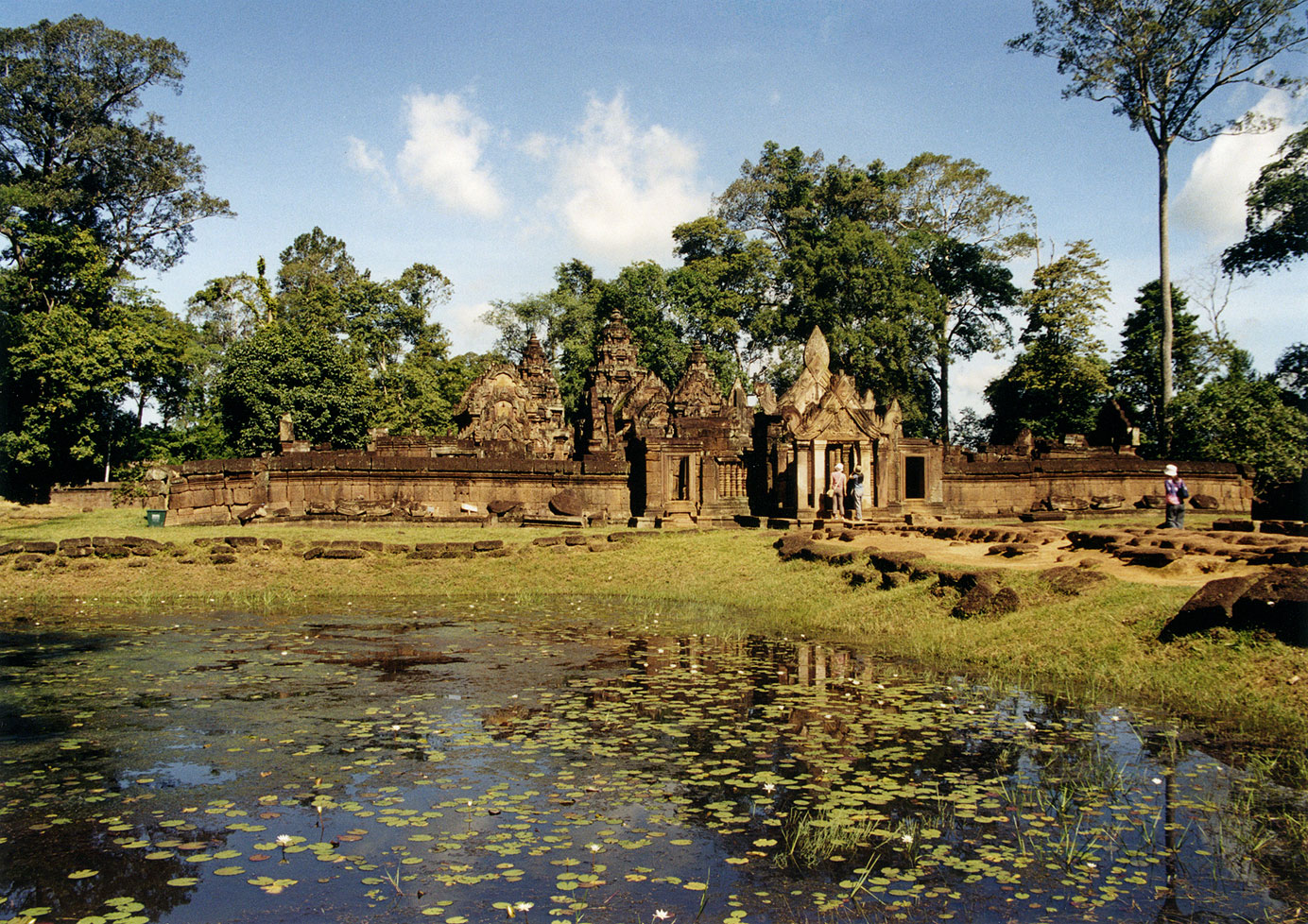
Der Banteay Srei, der erste in Angkor mit den Methoden der Anastilosis restaurierte Tempel

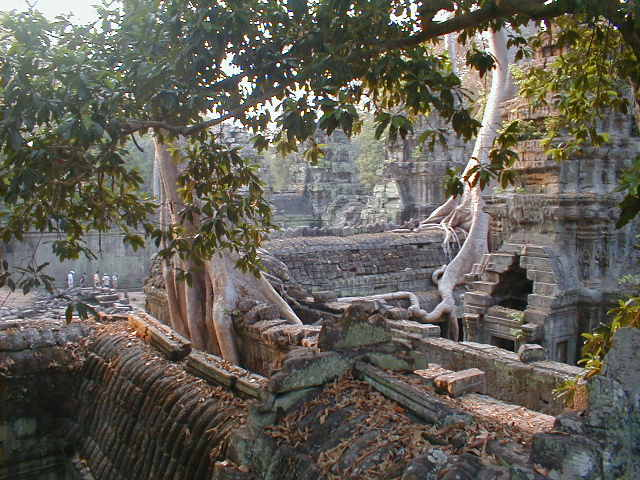
Der Tempel- und Klosterkomplex Ta Prohm in Angkor. Die Archäologen von Conservation d’Angkor beließen diese Gebäude als einzige in Angkor absichtlich weitgehend in dem Zustand, in dem die meisten vorgefunden worden waren – überwuchert von der tropischen Vegetation.

1908 wurde, angeregt durch das in Europa erwachte Interesse an den Tempelanlagen in Angkor, eine eigene Abteilung zu deren Erforschung gegründet, die „Conservation d’Angkor“. Die Arbeiten in Angkor waren zu Beginn darauf beschränkt die Tempel von der sie überwuchernden Vegetation zu befreien und zu katalogisieren. Daneben übersetzten Louis Finot und George Cœdes die über 1200 dabei gefundenen Inschriften aus der Khmer-Sprache und dem Sanskrit, womit sie den Grundstein zum Verständnis der Geschichte des historischen Reiches der Khmer legten.
Ende der 1920er Jahre besuchte der für Conservation d’Angkor arbeitende Archäologe Henri Marchal (1876–1970) niederländische Kollegen, die auf Java im damaligen „Niederländisch-Indien“ (heute Indonesien) mit der Restaurierung der buddhistischen Tempelanlage von Borobudur beschäftigt waren. Dabei lernte er deren Methode zur Restaurierung verfallener Bauwerke, die Anastilosis, kennen und ließ sich von Pieter Vincent van Stein Callenfels (1883–1938) in die Vorgehensweise einführen. Ab 1931 wurde die Anastilosis, bei der Bauten in erster Linie aus den ursprünglichen Bauteilen wiedererrichtet und neue Materialien nur dort, wo es aus statischen Gründen unbedingt erforderlich ist, eingesetzt werden, auch in Angkor angewandt. Der erste auf diese Weise von 1931 bis 1936 wieder aufgebaute Tempel war der Banteay Srei. Bis zur Machtergreifung durch die Roten Khmer im Jahr 1975, die auch die Archäologen der EFEO zur Ausreise zwang, konnten auf diese Weise einige der bedeutendsten Tempel restauriert werden.
Das buddhistische Institut, 1921 auf Anregung des Königs in Phnom Penh gegründet, wurde bis zur Zeit der japanischen Verwaltung ebenso vom EFEO getragen. Als erste Direktorin stellte man Suzanne Karpeles ab. Man forscht auch ganz allgemein zu kambodschanische Literatur, Kunst und Folklore. Das Buddhasāsanapaṇḍity wurde 1954 mit der buddhistischen Hochschule vereinigt.
Erst seit den 1990er Jahren konnte Conservation d’Angkor, neben einer Reihe anderer Institute aus Kambodscha und beispielsweise Japan, den USA und Deutschland, die Arbeit in Angkor wieder aufnehmen. Ein Schwerpunkt liegt heute in der Weiterführung der bereits in den 1950ern begonnenen Restaurierung des Baphuon.
Besucher der Tempel von Angkor folgen heute im Allgemeinen zwei Routen, die auf die Arbeit der EFEO in den 1920ern zurückgehen. Der „Petit Circuit“ (kleiner Rundweg, ca. 17 km) und der „Grand Circuit“ (großer Rundweg, ca. 25 km) weisen den Weg zu allen bedeutenden Tempelkomplexen und Bauwerken des Areals.
Neben den Arbeiten in Angkor ist die EFEO auch andernorts in Kambodscha tätig. Beispielsweise wurden in den 1960er Jahren die, im späten 6. und frühen 7. Jahrhundert von den Khmer errichteten, Tempelanlagen von Sambor Prei Kuk restauriert.